# Graafschap Calw
Het graafschap Calw was een middeleeuws graafschap in de omgeving van de Duitse stad Calw in Baden-Württemberg. 

## Geschiedenis
De graven van Calw stamden af van adellijke families in het Zwabisch-Frankische grensgebied. Vanaf het midden van de 11e eeuw verlegde graaf Adalbert II zijn bestuur van Sindelfingen naar Calw, waar hij een burcht liet bouwen.  Hij bouwde er ook de abdij van Hirsau. 
In de 12e eeuw al splitste de familie zich in meerdere linies, die in de 13e eeuw uitstierven. 

## Graven van Calw
- Adalbert I, graaf in de Ufgau
- Adalbert II, zoon van de vorige, in 1075 graaf van Calw
- Adalbert III,  zoon van de vorige
- Godfried I,  broer van de vorige, 1113-26 paltsgraaf
- Adalbert IV, zoon van Adalbert III, in 1125 graaf van Löwenstein, 1139-45 graaf van Calw
- Adalbert V, zoon van de vorige, in 1152 graaf van Calw, in 1155 graaf van Löwenstein
- Berthold, broer van de vorige, in 1156 graaf van Calw, later ook van Löwenstein
- Koenraad I, broer van de vorige
- Godfried II, zoon van Adalbert V, in 1189 graaf van Vaihingen, in 1209 graaf van Calw
- Koenraad II, broer van Godfried I
- Adalbert VI, broer van de vorige
- Godfried III, zoon van Koenraad II of Adalbert VI